# Morapartiet
Morapartiet (MOP) är ett lokalt politiskt parti i Mora kommun. 

## Historik
Partiet bildades våren 1994 av två moderater som lämnade sitt parti i protest mot den s.k. Saxnäsaffären, när kommunen upplät mark för bostadsrätter. I valet 1994 fick partiet 3 mandat i kommunfullmäktige. Från att ha haft en markerat borgerlig profil, har partiet långsamt glidit "åt vänster" i partiskalan, och representerar nu en politik med stora inslag av skola och omsorg. Man värnar framför allt miljön och Moras lokala intressen i förhållande till allmänna riksintressen.
I valet 2014 fick partiet 10,73 % och ingick efter i en majoritetskoalition kallad MoraAlliansen med Centerpartiet, Moderaterna, Kristdemokraterna och Liberalerna (tidigare Folkpartiet). I valet 2018 fick partiet 15,7 % och ökade med två mandat. I valet 2022 blev Morapartiet tredje största parti med 18,08 % av rösterna och åtta mandat.

## Valresultat
| År   | Röster | %     | Mandat  |
| ---- | ------ | ----- | ------- |
| 1994 | –      | –     | 3 av 49 |
| 1998 | 470    | 4,03  | 2 av 41 |
| 2002 | 399    | 3,45  | 1 av 41 |
| 2006 | 766    | 6,56  | 3 av 41 |
| 2010 | 1 131  | 9,00  | 4 av 41 |
| 2014 | 1 420  | 10,73 | 4 av 41 |
| 2018 | 2 139  | 15,70 | 6 av 41 |
| 2022 | 2 456  | 18,08 | 8 av 41 |